# 异巴豆酸
异巴豆酸（英語：isocrotonic acid）是一种化学物质，化学式C4H6O2，正式名：(Z)-2-丁烯酸，为巴豆酸的顺式异构体。为油状类似红糖气味液体。达到沸点171.9 °C时，转化成巴豆酸。 可由1,3-二溴-2-丁酮通过法沃尔斯基重排反应得到。

## 相关化合物
其衍生物异巴豆酸乙酯可由对应的2-丁炔酸酯半氢化得到。
威廉·鲁道夫·菲蒂希与胡戈·埃德曼发现γ-苯基异巴豆酸的脱水反应会形成α-萘酚，为自然界形成萘环的机制提供了有力的见解。
(Z)-(C6H5)CH=CHCH2COOH   →  α-萘酚 +  H2O